# Nikolái Basov

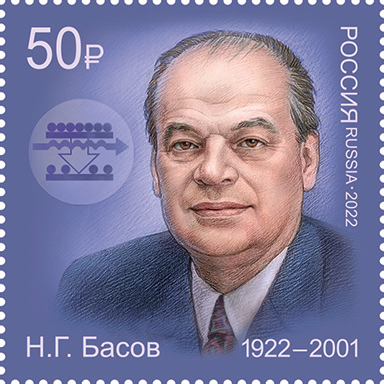
Básov en un sello postal de Rusia de 2022 en conmemoración de los 100 años de su nacimiento.

Nikolái Gennádievich Básov (en ruso: Никола́й Генна́диевич Ба́сов; Usman, gobernación de Tambov, 14 de diciembre de 1922-Moscú, 1 de julio de 2001) fue un físico soviético, coinventor con Aleksandr Prójorov y Charles H. Townes del Máser y Láser, Premio Nobel de Física en 1964.

## Biografía
Nació en el pequeño pueblo de Usman de la gobernación de Tambov (hoy en la óblast de Lípetsk). Hijo del matrimonio formado por Gennadi Fiódorovich Básov y Zinaída Andréievna Molchánova, heredó su pasión por la Ciencia de su progenitor, un profesor del instituto de Vorónezh que consagró muchas horas de su vida al estudio de las aguas subterráneas y el drenaje superficial de los grandes bosques locales.
Finalizó sus estudios primarios y secundarios en la ciudad de Vorónezh, en 1941, para incorporarse a la Academia Médica Militar de Kúibyshev, donde, cumplió su servicio militar obligatorio y obtuvo el título de ayudante sanitario. Se incorporó acto seguido al Ejército Rojo que combatía en la Segunda Guerra Mundial (1939-1945), y durante dos largos y difíciles años (1943-1945) permaneció destacado en el Primer Frente Ucraniano.
Básov se matriculó en el Instituto de Ingeniería Física de Moscú y se graduó en 1950. Realizó su tesis doctoral en el célebre Instituto de Física Lébedev de Moscú, bajo la supervisión de dos profesores: Mijaíl Leontóvich y Aleksandr Prójorov, culminan un valioso trabajo de investigación sobre electrónica cuántica.
En 1952, con sólo treinta años de edad, se convirtió en uno de los grandes científicos del siglo XX. Desarrollando una antigua idea formulada por Albert Einstein (1879-1955) en 1917, Básov y su maestro Prójorov formularon los principios del máser, un dispositivo que produce o amplifica radiación electromagnética, principalmente en la región de microondas. Sólo un año después, el norteamericano Charles Hard Townes construyó el primer máser (siglas de Microwave Amplification by Stimulated Emission of Radiation, o "Amplificación de microondas por emisión estimulada de radiación"), después de haber llegado por su propia cuenta -y, al parecer, de forma totalmente independiente- al mismo principio formulado por Básov y Prójorov.
Desde 1990, fue canciller de la Academia de Ciencias de Rusia. Fue miembro honorífico de la Academia Internacional de Ciencias. Además, fue la cabeza del laboratorio de radiofísica cuántica en el Instituto hasta su muerte.

## Premios y reconocimientos
Por su trabajo fundamental en el campo de la electrónica cuántica en el desarrollo del láser y el máser, Básov compartió en 1964 el Premio Nobel de Física con Aleksandr Prójorov y Charles Hard Townes.
En 1959, fue distinguido con el prestigioso Premio Lenin -que compartió con su maestro y colaborador Aleksandr Prójorov-, por las investigaciones que ambos realizaron con el propósito de construir osciladores moleculares y amplificadores paramagnéticos.
El 28 de enero de 1985, fue investido doctor honoris causa por la Universidad Politécnica de Madrid a instancias de la Escuela Técnica Superior de Ingenieros Industriales, actuando como padrino el profesor Guillermo Velarde.

## Libros
- N. G. Basov, K. A. Brueckner (Editor-in-Chief), S. W. Haan, C. Yamanaka. Inertial Confinement Fusion, 1992, ISBN 0-88318-925-9. Resaarch Trends in Physics Series published by the American Institute of Physics Press (presently * Springer, New York)
- V. Stefan and N. G. Basov (Editors). Semiconductor Science and Technology, Volume 2: Quantum Dots and Quantum Wells. (Stefan University Press Series on Frontiers in Science and Technology) (Paperback).1999. ISBN 1-889545-12-0 *V. Stefan and N. G. Basov (Editors). Semiconductor Science and Technology, Volume 1. Semiconductor Láseres. (Stefan University Press Series on Frontiers in Science and Technology) (Paperback).1999. ISBN 1-889545-11-2